# Lecania copulata
Lecania copulata là một loài ruồi trong họ Asilidae. Lecania copulata được Wiedemann miêu tả năm 1819.